# Grupo de Exércitos Vístula
Grupo de Exércitos Vistula (em alemão: Heeresgruppe Weichsel) foi um Grupo de Exércitos da Wehrmacht, formado em 24 de Janeiro de 1945. Era composto por elementos do Grupos de Exércitos A (que foi desmembrado devido à ofensiva soviética no Vístula), Grupo de Exércitos Centro (destruído na Ofensiva da Prússia Oriental), e várias unidades dispersas ou novas. O seu objectivo era proteger Berlim contra os soviéticos que avançavam a partir do rio Vístula. 

## Comandantes
- Reichsführer-SS Heinrich Himmler - 28 de Janeiro a 20 de Março de 1945
- Coronel-general (Generaloberst) Gotthard Heinrici - 20 de Março a 28 de Abril de 1945
- General de Infantaria (General der Infanterie) Kurt von Tippelskirch - 28 a 29 de Abril de 1945
- Coronel-general (Generaloberst) Kurt Student - 29 de Abril a 8 de Maio de 1945, (von Tippelskirch era o comandante activo).